# Szyszłowo
Szyszłowo (prononciation : [ʂɨˈʂwɔvɔ]) est un village polonais de la gmina d'Ostrowite dans le powiat de Słupca de la voïvodie de Grande-Pologne dans le centre-ouest de la Pologne.
Il se situe à environ 3 kilomètres au sud d'Ostrowite (siège de la gmina), à 13 kilomètres au nord-est de Słupca (siège du powiat) et à 77 kilomètres à l'est de Poznań (capitale régionale).

## Histoire
De 1975 à 1998, le village faisait partie du territoire de la voïvodie de Konin.

Depuis 1999, Szyszłowo est situé dans la voïvodie de Grande-Pologne.